# Euploea phoebus
Euploea phoebus är en fjärilsart som beskrevs av Butler 1866. Euploea phoebus ingår i släktet Euploea och familjen praktfjärilar. Inga underarter finns listade i Catalogue of Life.